# 전이 금속

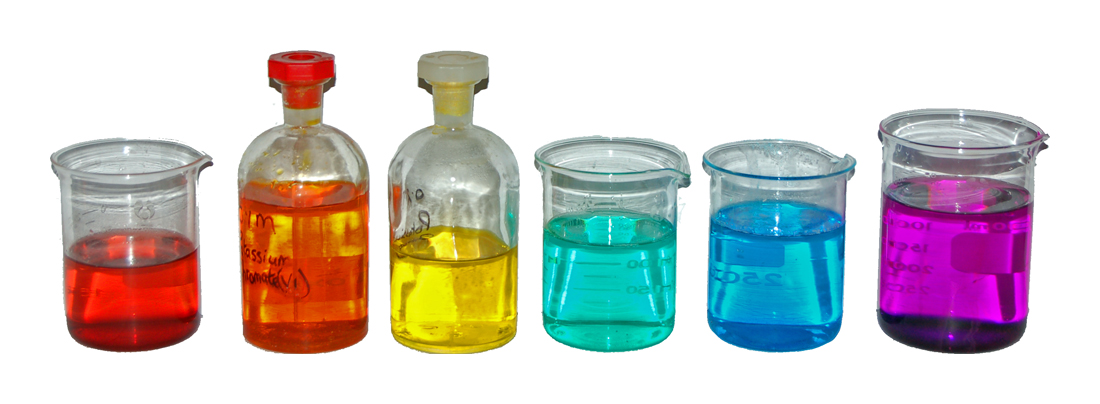

전이 금속(transition metal, 轉移金屬) 또는 전이 원소(transition element, 轉移元素)는 주기율표의 d-구역 원소를 말한다. 주기율표의 3족에서 12족 원소가 모두 포함된다. 전이 금속이라는 이름은 원소들을 분류하던 초기에 원자 번호 순으로 원소를 나열하면 이 원소들이 전형 원소로 전이되는 중간단계 역할을 한다 하여 붙여진 이름이다. 전이금속은 착화합물을 만든다. 결정장 이론과 리간드장 이론이 착화합물의 화학을 설명한다.

## 전이 금속의 특성
전이 금속은 주기율표에서 4~7주기, 3~12족까지의 원소들을 말한다. 때문에 다른 원소들의 경우 한 주기에서 주족 원소의 화학적 성질이 원자가 전자의 수가 변화함에 따라 크게 변하지만 전이 금속들은 주어진 족에서 뿐만 아니라 같은 주기에서도 많은 유사성을 보여준다. 그 중에서도 첫 주기 전이 금속인 스칸듐에서 아연까지는 다른 전이 금속 계열을 대표하는 아주 중요한 금속 원소이다.

## 전이 금속의 이온화
전이 금속은 특이하게도 이온화되는 과정에서 4s 오비탈의 에너지가 3d 오비탈의 에너지보다 상당히 높아진다. 이로 인해 중성원자 상태에서 에너지 준위가 3d 보다 낮았던 4s 오비탈에서 전자가 먼저 나가게 된다.

## 전이 금속의 착이온
전이 금속도 일반 금속과 마찬가지로 광택, 전기 전도성, 열 전도성을 가진다. 그 중에서도 비금속과 함께 이온 결합 화합물을 형성하는데, 이 때 일반금속과는 달리 일정 수의 리간드와 함께 착이온 형태로 존재한다. 때문에 착이온은 전이 금속과 리간드간 결합이 이루어져 생성된 이온을 말한다.
| 4 | 21 Sc  | 22 Ti  | 23 V   | 24 Cr  | 25 Mn  | 26 Fe  | 27 Co  | 28 Ni  | 29 Cu  | 30 Zn  |
| 5 | 39 Y   | 40 Zr  | 41 Nb  | 42 Mo  | 43 Tc  | 44 Ru  | 45 Rh  | 46 Pd  | 47 Ag  | 48 Cd  |
| 6 | 71 Lu  | 72 Hf  | 73 Ta  | 74 W   | 75 Re  | 76 Os  | 77 Ir  | 78 Pt  | 79 Au  | 80 Hg  |
| 7 | 103 Lr | 104 Rf | 105 Db | 106 Sg | 107 Bh | 108 Hs | 109 Mt | 110 Ds | 111 Rg | 112 Cn |

## 전이 금속의 오비탈 준위 순서
전이 금속의 오비탈 준위 순서는 일반적으로 알려진 (n-1)p<<ns<(n-1)d,np 와는 달리 d오비탈 붕괴와 스핀오비탈 상호작용 등 몇몇 요인으로 인해 일반적인 전이 금속, 즉 (n-1)p⁶이상의 결합한 원자의 원자가 오비탈, p블록과 d블록에서의 올바른 에너지 순서는 (n-1)p<<(n-1)d<ns<np이다.

## 같이 보기
- 전형 원소
- 리간드장 이론
- 결정장 이론
- 전이후 금속